# Olesicampe albispina
Olesicampe albispina là một loài tò vò trong họ Ichneumonidae.